# Caleb Bradham

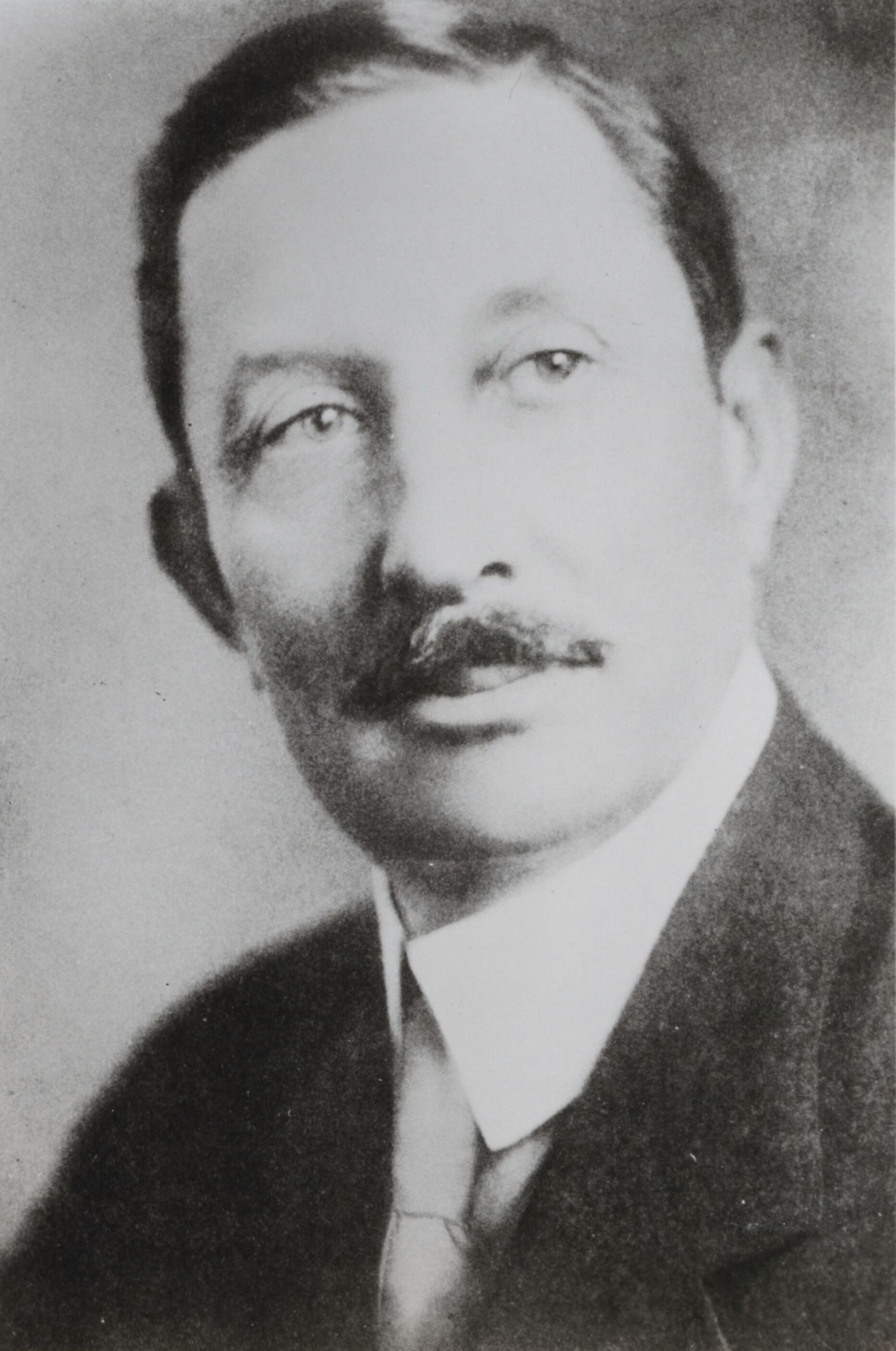
Caleb Bradham

Caleb Bradham (* 27. Mai 1867 in Chinquapin, North Carolina; † 19. Februar 1934) war ein US-amerikanischer Apotheker und Erfinder des Erfrischungsgetränks Pepsi-Cola.

## Erfindung von Pepsi-Cola

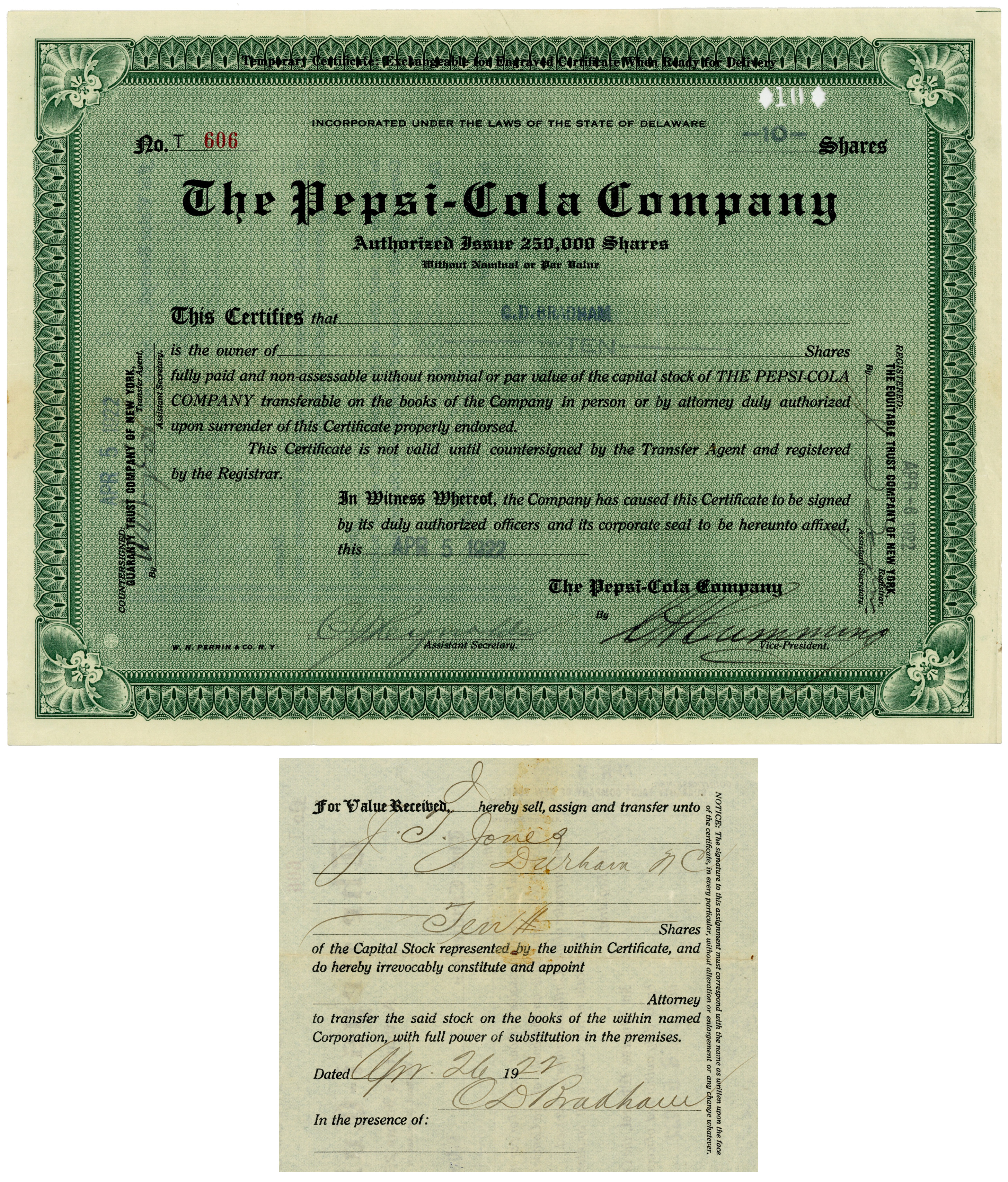
Aktie der Pepsi-Cola Company, ausgestellt am 5. April 1922 auf Caleb Bradham und rückseitig von ihm eigenhändig indossiert

Caleb Bradham war Apotheker in New Bern, im US-Bundesstaat North Carolina. Seine Apotheke war ein kleines Geschäft an der Ecke Middle Street und Pollock Street im Herzen von New Bern.
Wie viele Apotheken um die Jahrhundertwende hatte auch Bradham eine sogenannte „soda-machine“ ein Gerät zur Anreicherung von Wasser mit Kohlensäure in seiner Apotheke.
Bradham hatte die Idee, ein Getränk auf Basis von mit Kohlensäure angereichertem Wasser herzustellen, welches sowohl wohlschmeckend und verdauungsfördernd wirken und auch als Erfrischungsgetränk genossen werden sollte. Außerdem sollte dieses Getränk keine Verunreinigungen enthalten, die zu dieser Zeit in vielen gesundheitlichen Stärkungsmitteln zu finden waren. Auch wollte er auf die Narkotika, die zu dieser Zeit in populären Erfrischungsgetränken enthalten waren, verzichten.
Als Verkaufsschlager stellte sich nach einigen Versuchen im Sommer 1893 ein Getränk heraus, welches Bradham aus kohlensäurehaltigem Trinkwasser, Zucker, Vanille, Öl, Pepsin und Kolanüssen herstellte. Dieses Getränk nannte Bradham „Brad's drink“.
1898 wurde das Getränk in „Pepsi-Cola“ umbenannt. Dieser neue Name trug den Inhaltsstoffen Pepsin und Cola-Nüsse Rechnung. Im gleichen Jahr erwarb Bradham ebenfalls das Markenzeichen „Pep Cola“ von einem Konkurrenten in Newark, im US-Bundesstaat New Jersey. Zu dieser Zeit wurde der Sirup als Basis des Getränks im Keller der Apotheke hergestellt und in 1-Gallonen- (ca. 3,8 l) und 5-Gallonen-Fässern (ca. 19 l) überwiegend an Apotheken in der Umgebung geliefert. Bis 1902 hatte Pepsi-Cola derartig an Popularität gewonnen, dass Bradham erkannte, dass er mit diesem Getränk eine Marktlücke gefunden hatte. So gründete er am 24. Dezember 1902 seine Firma mit Sitz in North Carolina. In den Gründungsdokumenten findet sich bereits der Hinweis, dass die Firma Niederlassungen in den US-Bundesstaaten Virginia, Maryland, Pennsylvania und New York plante. Am 16. Juni 1903 wurde der neue Name als Markenzeichen eingetragen. Bradhams Nachbar, ein Künstler, entwarf das erste Logo der Marke, und es wurden zunächst 97 Aktien der neuen Firma ausgegeben.